# Lidia de Tiatira
Lidia de Tiatira (en griego: Λυδία) es una mujer mencionada en el Nuevo Testamento que está considerada como la primera conversión documentada al cristianismo en Europa. Varias denominaciones cristianas la consideran santa.

## Nombre
El nombre por el que era conocida, Lidia, indica que era originaria de la región de Lidia en Asia Menor. Aunque se la conoce generalmente como Santa Lidia o más sencillamente La Mujer de la Púrpura, Lidia tiene otros sobrenombres: de Tiatira, Purpuraria, y de Filipos (‘Philippisia’ en griego). El nombre de Lidia es étnico, que deriva de su lugar de origen. El primero se refiere a su lugar de nacimiento, el cual es una ciudad en la antigua región griega de Lidia. El segundo proviene de la palabra latina para el color púrpura o morado y la relaciona por su conexión con el tinte morado. Filipos era la ciudad en la que Lidia vivía cuándo conoció a San Pablo y a sus compañeros. Todo de estos nombres apelativos explican la historia de esta mujer.

## Narrativa del Nuevo Testamento
Hechos 16:14-15describe a Lidia como sigue:

Había entre ellas una, llamada Lidia, negociante en púrpura, de la ciudad de Tiatira, que adoraba a Dios. El Señor le tocó el corazón para que aceptara las palabras de Pablo. Después de bautizarse, junto con su familia, nos pidió: Si ustedes consideran que he creído verdaderamente en el Señor, vengan a alojarse en mi casa; y nos obligó a hacerlo.

## Historia
Lidia era probablemente griega, aunque vivía en un asentamiento romano. Fue evidentemente una próspera mujer de negocios de una empresa de tinte morado en Tiatira, una ciudad al sureste de Pérgamo y aproximadamente a 60 Kilómetros de Atenas. Lidia insistió en dar hospitalidad a San Pablo y a sus compañeros en Filipos. Se quedaron con ella hasta su partida, a través de Anfípolis y Apolonia, a Tesalónica Hechos 16:40-17:1.
Pablo, Silas, y Timoteo viajaban a través de la región de Filipos cuándo encuentran “a una respetable mujer de negocios y posiblemente viuda… [que] era una gentil honrada o ‘temerosa de Dios' atraída al judaísmo”. “ Ella era una más de un gran grupo [considerado]…simpatizante con el judaísmo, creyentes en Dios, pero quienes no habían llegado a ser todavía ‘proselitos' o tomado el paso final de conversión al judaísmo”.
Porque estos encuentros y los acontecimientos tuvieron lugar “en lo que es ahora Europa,” Lidia está considerada como “la primera europea convertida al cristianismo”.

### Profesión
Tiatira en la provincia de Lidia (localizada en lo que es ahora Turquía occidental) era famosa por el tinte rojo “[variedad de morado]”. Lidia de Tiatira era más conocida como “vendedora” o mercader de tela morada, razón por la cual la Iglesia católica la tiene por Patrona de los tintoreros. No está claro si Lidia comerciaba simplemente con el tinte morado o si su negocio incluía también el textil, aunque todos los iconos conocidos de la santa la describen con alguna forma de tela morada. La mayoría retrata a esta mujer santa que lleva un mantón morado o velo, lo cual lleva a muchos historiadores y teólogos a creer que era mercader de tela morada específicamente.

### Status social
Hay alguna especulación respecto al status social de Lidia. Los teólogos discrepan si Lidia era una mujer libre o sirvienta. “no hay evidencia directa de que Lidia hubiera sido esclava alguna vez, pero el hecho que su nombre era su lugar de origen más que un nombre personal sugiere esto al menos como posibilidad”. Ascough expone otros ejemplos de mujeres nobles del primer o segundo siglo llamadas Lidia, así que es improbable que fuera una esclava o sirvienta.

### Estado marital
Como las mujeres no poseían los mismos derechos de igualdad que las mujeres modernas, aparece inusual que Lidia fuera capaz de invitar a un grupo de hombres extranjeros a su casa sin el consentimiento de un hombre. “El hecho de que no haya ninguna mención a un hombre ha sido usado para deducir que era viuda, pero esto ha sido considerado como una interpretación patriarcal”. El poder social evidente de Lidia ejemplificado por el control y la propiedad de una casa (que ofreció a San Pablo y sus compañeros) indica que fuera probablemente una mujer libre y posiblemente viuda.

## Día de fiesta

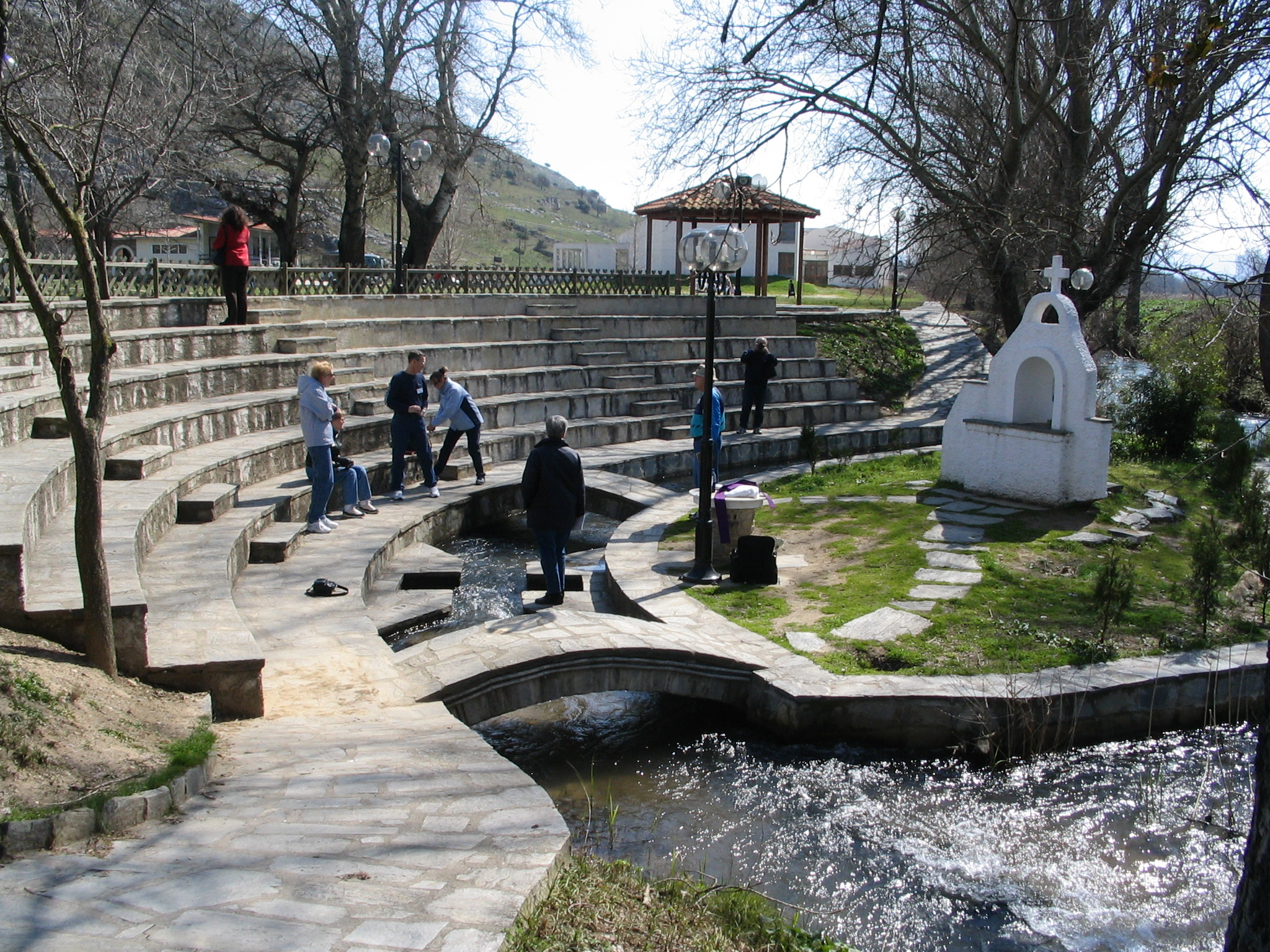
Una moderna capilla exterior ortodoxa griega en el sitio donde se dice que fue bautizada Lidia.

Muchas denominaciones cristianas reconocen a Lidia de Tiatira como santa, aunque su día de fiesta varía mucho. En la Iglesia católica, es el 3 de agosto. En la Iglesia Episcopal es honrada junto con las Santas Dorcas y Febe con un día de fiesta en su calendario litúrgico el 27 de enero, el día después de la conmemoración de los primeros misioneros Timoteo, Tito y Silas, y dos días después de la fiesta de la Conversión de San Pablo.
Las iglesias ortodoxas orientales recuerdan a Lidia en varios días, con algunas jurisdicciones recordándola dos veces durante un año litúrgico. Muchas iglesias ortodoxas Orientales, incluyendo la autónoma Archidiócesis cristiana ortodoxa antioquiana de América del Norte, recuerda a Santa Lidia el 20 de mayo. Aun así, algunas divisiones de la Iglesia ortodoxa rusa (distintas de la Iglesia ortodoxa en América) observa el 25 de junio 25 y el 27 de marzo 27 como sus días de fiesta.
La comunidad luterana está también dividida. La Iglesia evangélica luterana en Estados Unidos conmemora a las Santas Lidia, Dorcas y Febe el 27 de enero, mientras el Iglesia luterana Sínodo de Misuri celebra a las tres mujeres el 25 de octubre.

## Devoción
La devoción a Santa Lidia es mayor en las Iglesias Ortodoxas que en el rito latino de la Iglesia Católica, y es evidente la miríada de iconos que describen a esta mujer. Las iglesias ortodoxas le han dado el título de Igual a los Apóstoles, lo que significa su importancia y nivel de santidad. 
Hay una iglesia localizada en Filipos que muchos consideran que fue construida en honor de Santa Lidia. Un baptisterio moderno está localizado en el sitio tradicional donde Lidia fue bautizada por San Pablo en un sitio cercano a Filipos.